# بورتو ازورو
بورتو ازورو هي كومونا (بلدية) في ولاية ليفورنو في منطقة تاسكني الإيطالية وتقع في جزيرة إلبا ، وتقع حوالي 130 كيلومتر ( 81 ميل) جنوب غرب فلورنس وحوالي 90 كيلومتر  ( 56 ميل )  جنوب ليفورنو . وقد كانت تدعى سابقًا بـ بورتو لونقوني، وفي عام 1557 منح إيكابو أبياني السادس، وهو أمير بيومبينو الحق لإسبانيا في بناء قلعة هناك،  وقد تم التنازل عنها لتكون ضمن ملكية إسبانيا . وقد كان لدى الدولة بعض الحكام فقط ارسلوا من قبل الحكومة الإسبانية المركزية وبعد ذلك النمساويين . وفي عام 1801 أقام نابليون مملكة إتروريا .  وفي نهاية المطاف تم تغيره إلى قراندو كاتو دي توسكانا Granducato di Toscana .